# Leonie Küng
Leonie Küng (* 21. Oktober 2000 in Beringen) ist eine Schweizer Tennisspielerin.

## Karriere
Leonie Küng wuchs mit ihrer zwei Jahre jüngeren Schwester und ihren Eltern, welche Landwirte sind und eine Tierarztpraxis besitzen, auf einem Pferdezuchtbetrieb in Beringen auf. Mit dem Tennisspielen fing sie im Alter von sieben Jahren eher zufällig an aufgrund eines Schnupperangebots für Tennisstunden im Tennisclub Beringen. Mit neun Jahren bestritt sie ihr erstes Turnier. In den Jahren 2011 bis 2013 verlegte sie ihren Schul- und Trainingsort nach Bradenton (Florida), um dort an weiteren wichtigen Turnieren teilnehmen zu können.
Beim Europäischen Olympischen Sommer-Jugendfestival im Juli/August 2015 repräsentierte sie mit Simona Waltert die Schweiz und gewann die Bronzemedaille.
Heute spielt sie hauptsächlich bei Turnieren der ITF Women’s World Tennis Tour, bei der sie bisher elf Turniersiege im Einzel und elf im Doppel erreichte. Den ersten Titel gewann sie im November 2017 bei dem mit $15'000 dotierten ITF-Turnier in Oslo. Im Einzelfinal stand ihr dabei ihre Landsfrau Simona Waltert gegenüber, die sie mit 6:4 und 6:4 besiegte. Am selben Tag gewann sie zudem den ersten Titel im Doppel, an der Seite von Shaline-Doreen Pipa.
Im April 2017 gab sie ihr Debüt auf der WTA Tour, als sie bei den Ladies Open Biel Bienne an der Seite von Ylena In-Albon im Doppelbewerb teilnahm. Das Spiel ging gegen das an Nummer 2 gesetzte Duo Hsieh Su-wei und Monica Niculescu mit 2:6 und 1:6 verloren. Im Einzelwettbewerb erhielt sie eine Wildcard für die Qualifikationsspiele, wo sie ihr Auftaktspiel gegen Lesley Kerkhove in zwei Sätzen verlor.
Da Küng schon mehrheitlich auf der Frauen-Tour spielte und immer weniger bei den Juniorinnen, musste sie beim Juniorinnenturnier der Wimbledon Championships 2018 die Qualifikation durchlaufen. Diese überstand sie in zwei Partien ohne Satzverlust, womit sie erstmals im Hauptfeld eines Grand-Slam-Turniers stand. Nach vier Siegen ohne weiteren Satzverlust gab sie im Halbfinal gegen die an Nummer zehn gesetzte Chinesin Wang Xiyu zwar erstmals einen Satz ab, setzte sich letztlich aber dennoch durch und stand damit im Final der Polin Iga Świątek gegenüber, der sie in zwei Sätzen unterlag.
Den bislang grössten Erfolg auf der WTA-Tour erzielte Küng im Februar 2020. Sie erreichte den Final des Turniers in Hua Hin, den sie gegen Magda Linette 6:3, 6:3 verlor.

## Erfolge

### Einzel

#### Turniersiege
| Nr. | Datum             | Turnier                  | Kategorie   | Belag             | Finalgegnerin             | Ergebnis      |
| --- | ----------------- | ------------------------ | ----------- | ----------------- | ------------------------- | ------------- |
| 1.  | 18. November 2017 | Oslo                     | ITF $15.000 | Hartplatz (Halle) | Simona Waltert            | 6:4, 6:4      |
| 2.  | 14. Januar 2018   | Fort-de-France           | ITF $15.000 | Hartplatz         | Emily Appleton            | 6:4, 2:6, 6:4 |
| 3.  | 2. Dezember 2018  | Monastir                 | ITF $15.000 | Hartplatz         | Chiara Scholl             | 6:2, 6:1      |
| 4.  | 9. Dezember 2018  | Monastir                 | ITF $15.000 | Hartplatz         | Bojana Marinković         | 6:2, 6:4      |
| 5.  | 8. Dezember 2019  | Antalya                  | ITF W15     | Hartplatz         | Georgia Crăciun           | 6:2, 6:4      |
| 6.  | 23. April 2023    | Kuršumlijska Banja       | ITF W15     | Sand              | Lavinia Tănăsie           | 7:67, 6:1     |
| 7.  | 30. April 2023    | Kuršumlijska Banja       | ITF W15     | Sand              | Lavinia Tănăsie           | 6:3, 6:2      |
| 8.  | 11. Februar 2024  | Wesley Chapel            | ITF W35     | Sand              | Sophie Chang              | 6:4, 3:6, 6:3 |
| 9.  | 31. März 2024     | Santa Margherita di Pula | ITF W35     | Sand              | Sapfo Sakellaridi         | 6:4, 6:4      |
| 10. | 27. Oktober 2024  | Loulé                    | ITF W35     | Hartplatz         | Irene Burillo Escorihuela | 6:2, 6:1      |
| 11. | 16. Februar 2025  | Timaru                   | ITF W35     | Hartplatz         | Naiktha Bains             | 6:1, 6:2      |

### Doppel

#### Turniersiege
| Nr. | Datum              | Turnier          | Kategorie      | Belag             | Partnerin           | Finalgegnerin                                | Ergebnis          |
| --- | ------------------ | ---------------- | -------------- | ----------------- | ------------------- | -------------------------------------------- | ----------------- |
| 1.  | 17. November 2017  | Oslo             | ITF $15.000    | Hartplatz (Halle) | Shaline-Doreen Pipa | Ina Kaufinger Anette Munozova                | 6:4, 5:7, [10:3]  |
| 2.  | 28. September 2018 | Clermont-Ferrand | ITF $25.000    | Hartplatz (Halle) | Isabella Schinikowa | Manon Arcangioli Shérazad Reix               | 6:2, 7:5          |
| 3.  | 10. Juli 2021      | Båstad           | WTA Challenger | Sand              | Mirjam Björklund    | Tereza Mihalíková Kamilla Rachimowa          | 5:7, 6:3, [10:5]  |
| 4.  | 5. November 2022   | Solarino         | ITF W15        | Teppich           | Lian Tran           | Giulia Crescenzi Miriana Tona                | 6:2, 6:2          |
| 5.  | 26. November 2022  | Lousada          | ITF W15        | Hartplatz (Halle) | Océane Babel        | Celia Cerviño Ruiz Tess Sugnaux              | 7:63, 5:7, [10:2] |
| 6.  | 12. Februar 2023   | Monastir         | ITF W15        | Hartplatz         | Chantal Sauvant     | Tilwith Di Girolami Patricija Paukštytė      | 7:5, 6:2          |
| 7.  | 25. Februar 2023   | Monastir         | ITF W15        | Hartplatz         | Naho Satō           | Eleni Christofi Paris Corley                 | 6:2, 6:1          |
| 8.  | 12. Mai 2023       | Pörtschach       | ITF W15        | Sand              | Chantal Sauvant     | Walerija Oljanowskaja Linda Ševčíková        | kampflos          |
| 9.  | 1. Juli 2023       | Santo Domingo    | ITF W25        | Sand              | Xenija Laskutowa    | Noelia Bouzo Zanotti Martina Capurro Taborda | 6:4, 3:6, [10:3]  |
| 10. | 13. Januar 2024    | Naples           | ITF W35        | Sand              | Marie Benoît        | Mayuka Aikawa Hsu Chieh-yu                   | kampflos          |
| 11. | 13. Juli 2024      | Rom              | ITF W75        | Sand              | Vasanti Shinde      | Matilde Paoletti Beatrice Ricci              | 4:6, 6:4, [10:7]  |
| 12. | 12. Oktober 2024   | Joué-lès-Tours   | ITF W35        | Hartplatz (Halle) | Sarah Beth Grey     | Anastassija Firman Chelsea Fontenel          | 6:4, 6:2          |

## Weltranglistenpositionen am Saisonende
| Jahr   | 2016 | 2017 | 2018 | 2019 | 2020 | 2021 | 2022 | 2023 | 2024 |
| ------ | ---- | ---- | ---- | ---- | ---- | ---- | ---- | ---- | ---- |
| Einzel | 878  | 611  | 446  | 330  | 157  | 163  | 575  | 446  | 227  |
| Doppel | 862  | 796  | 397  | 412  | 333  | 270  | 443  | 469  | 248  |